# Дамы и господа (фильм)
«Дамы и господа» (итал. Signore & signori) — художественный фильм Пьетро Джерми, лауреат Гран-при Каннского кинофестиваля 1966 года (вместе с фильмом Клода Лелуша «Мужчина и женщина»).
В некоторых странах фильм демонстрировался под названием «The Birds, the Bees and the Italians» (с англ. — «Птицы, пчёлы и итальянцы»).

## Сюжет
За благопристойным фасадом итальянского провинциального городка кипят бурные страсти. Тони Гаспарини притворяется импотентом, чтобы безбоязненно продолжать любовную связь с женой своего врача. Банковский служащий Освальдо Бизигато бросает сварливую жену, чтобы открыто жить с любовницей, но ревнивые мужья городка объединяются, чтобы наказать любовников за то, что они афишируют свои отношения. Тем временем все столпы местного общества оплачивают услуги юной девицы из провинции, отец которой неожиданно заявляет, что она несовершеннолетняя, и обращается в суд…

## В ролях
| Актёр             | Роль               |
| ----------------- | ------------------ |
| Вирна Лизи        | Милена             |
| Гастоне Москин    | Освальдо Бизигато  |
| Нора Риччи        | Джильда            |
| Альберто Льонелло | Тони Гаспарини     |
| Ольга Вилли       | Ипполита Гаспарини |
| Франко Фабрици    | Лино Бенедетти     |
| Беба Лончар       | Ноэми              |
| Джиджи Баллиста   | Джакинто           |
| Джулио Квести     | Франко Заккариа    |

## Съёмочная группа
- Авторы сценария: Пьетро Джерми, Фурио Скарпелли, Лучано Винченцони
- Режиссёр-постановщик: Пьетро Джерми
- Продюсеры: Пьетро Джерми и Робер Аджаг
- Оператор-постановщик: Паролин, Аяче
- Композитор: Рустикелли, Карло
- Художник-постановщик: Эджиди, Карло
- Оператор: Аяче Паролин